# 东莞市东莞中学
東莞中學，簡稱「莞中」， 是一所直属于东莞市教育局的公办完全中学，成立于1902年。
学校高中校区坐落于广东省東莞市城區東正路62號。是广东省一所办学成绩较卓著的中学，也是首批“广东省国家级示范性普通高中”。

## 學校歷史
學校創建於清朝光緒二十八年（1902年），當時命名為「東莞縣學堂」，後來歷經更名：「東莞初級師範學堂」、「東莞中學堂」、「縣立東莞中學校」，從1950年更名為「東莞中學」至今。2004年初中部遷往東莞市莞城區學院路128號，原址僅保留高中部。同時於松山湖高新產業園成立東莞中學松山湖学校。
2022年，东莞中学正式复办初中校区，初中校区位于莞城街道新风路129号，面向莞城街道适龄小学阶段毕业生开展招生工作。

## 办学成绩
2023年我校参加普通类高考学生865人，本科线上线人数为860人，特控线上线人数为780人，总分600分以上人数达431人。物理类考生最高分694分，省排名83名。1人被清华大学录取，1人被北京大学医学部录取。

## 知名校友
學者容庚、蔣光鼐、工程院院士毛炳權和何鏡堂、新浪網首任總裁王志東。

## 其他相關條目
- 东莞实验中学
- 东莞市第一中学
- 东莞市东莞中学松山湖学校